# Alan Bissett
Alan Bissett (Hallglen, 17 novembre 1975) è uno scrittore e drammaturgo scozzese, dopo la pubblicazione dei primi suoi due romanzi – Boyracers e The Incredible Adam Spark – si è distinto per il suo approccio alla narrazione in scots, specialmente per il dialetto parlato nell'area di Falkirk, con riferimenti di cultura popolare e politica socialista.
Bissett ha insegnato scrittura creativa al Collegio Bretton Hall, parte dell'Università di Leeds, e alla Università di Glasgow. Si è dedicato completamente alla scrittura dal dicembre 2007 e nel marzo 2012 è diventato "Ambasciatore Culturale" del National Collective, un'organizzazione creativa scozzese che sostiene l'indipendenza della Scozia.

## Opere

### Romanzi
- Boyracers (2001)
- The Incredible Adam Spark (2005)
- Death of a Ladies' Man (2009)
- Pack Men (2011)

### Antologie
- Damage Land: New Scottish Gothic Fiction (2001) (curatore)
- In the Event of Fire (luglio 2009) (curatore con Liz Niven)
- Stone Going Home Again (luglio 2010) (curatore con Carl MacDougall)
- The Year of Open Doors (luglio 2010) (contributore)
- The Flight of the Turtle (luglio 2011) (curatore con Carl MacDougall)

## Musica
Bissett ha inoltre collaborato col musicista Malcolm Middleton nella canzone "The Rebel on His Own Tonight", scrivendone le paole e interpretando la parte non cantata, per il progetto Ballads of the Book, che ha riunito scrittori e musicisti scozzesi.

## Film
nel 2009, Bisset ha scritto la sceneggiatura e ha narrato il breve documentario The Shutdown, che descrive le sue esperienze di vita all'ombra di una raffineria di petrolio a Grangemouth, dando particolare rilievo all'incidente sostenuto da suo padre nell'incendio del 13/03/1987 . Cortometraggio presentato all'Edinburgh International Film Festival, International Documentary Film Festival Amsterdam e AFI DOCS, vincendo alcuni premi allo Jim Poole Scottish Short Film Awards. The Shutdown è stato diretto dal regista Adam Stafford e distribuito dalla Accidental Media.